# ولع عاطفي

الولع العاطفي (بالإنجليزية: limerence)‏ وهي حالة ذهنية ناتجة عن الانجذاب الرومانسي لشخص يختبر فيها المنجذب عادة أفكارًا هوسية عن الشخص موضوع الاهتمام وخيالات عنه ورغبة في إنشاء علاقة معه أو استبقائها إن كانت موجودة بالفعل، ويرغب في أن تكون مشاعره متبادلة. يمكن تعريف الولع العاطفي أيضًا بأنه حالة لاإرادية من الرغبة الشديدة.
وجد العلماء مستويات منخفضة من السيروتونين -ناقل عصبي بالمخ مسؤول عن تحديد المزاج- عند الأشخاص الذين يمرون بحالة متقدمة من الولع العاطفي تشبه تلك الموجودة لدي مرضى اضطراب الوسواسي القهري.

## أصل المصطلح ومعناه
صاغت عالمة النفس دوروثي تينوف مصطلح «ليميرينس» في كتابها الذي ألفته عام 1979، «الحب والولع العاطفي: تجربة الوقوع في الحب»، لوصف مفهوم استخلصته من عملها في منتصف الستينيات، عندما أجرت مقابلات مع أكثر من 500 شخص لتتحدث معهم عن موضوع الحب.
يُعُرَّف مصطلح الولع العاطفي-ولا يقتصر التعريف على المعنى الجنسي فقط- من ناحية آثاره المحتملة وعلاقته بنظرية الارتباط. فيوصف بأنه «حالة لاإرادية من العشق والتعلق بشخص ما، وتشتمل على أفكار ومشاعر وسلوكيات تدخلية وهوسية تموج بين النشوة واليأس، وتتوقف مشاعر النشوة أو اليأس على المعاملة التي يتلقاها من يمر بحالة الولع العاطفي من الشخص المولع به».
تؤكد نظرية التعلق على أن «العديد من المشاعر الأكثر حدة تنشأ أثناء مراحل التكوين، والإبقاء، والتعطيل، والتجديد لعلاقات التعلق». يُقترح أن «حالة الولع العاطفي هي المعايشة الواعية/الاختبار الواعي لدوافع الحافز الجنسي» التي يمر بها الإنسان أثناء تكوين التعلق، أي أنه «الاختبار الذاتي أو المعايشة الذاتية لدوافع الحافز الجنسي التي تحدث أثناء مرحلة تكوين الشريك في الترابط الإنساني العاطفي».

## خصائص مميزة
يعطي مصطلح الولع العاطفي تنويعًا جديدًا لمفهوم الحب، ويمثل محاولة للدراسة العلمية لطبيعة الحب. يعد الولع العاطفي حالة إدراكية وعاطفية من التعلق العاطفي والهوس بشخص آخر، وعادة ما يشعر به المرء لا إراديًا، ويتسم برغبة قوية في تلقي مشاعر مماثلة من المولع به. وهو في ذلك نوع من الحب الرومانسي يقترب من الهوس. ترى تينوف أن الانجذاب الجنسي جزء أساسي من مشاعر الولع العاطفي، فالمولَع به هو شريك جنسي محتمل.
يُفسَّر الولع العاطفي بالافتتان أحيانًا، أو ما يُعرف بالعامية الإنجليزية باسم «الكراش». يحمل الافتتان في كلامنا المعتاد معاني عدم النضج والرغبة -الناتجة عن الجهل بالآخر- في اكتشافه والتعرف إليه وعادة ما تنتهي سريعًا. تلاحظ (تينوف) أن الولع العاطفي مثل الافتتان، قد يختفي بعد وقت قصير جدًا من بداية الشعور به، ويشبه في ذلك افتتانات المراهقة المبكرة التي تتمركز حول الرجفة العاطفية الأولية. ترى (تينوف) أن الأمر يصبح مقلقًا عندما تبدأ تلك المشاعر بالتبلور، مثلما يصفها ستندال في أطروحته الي صدرت عام 1821 بعنوان «عن الحب»، فيأخذ ذلك الافتتان العاطفي الأولي في التحول، ويبالغ الشخص في تضخيم مميزات محبوبه، ولا يهتم كثيرًا بل يتجاهل عيوبه مكونًا بذلك الكيان المولَع به.
ترى تينوف أن هناك نوعين على الأقل من الحب : الولع العاطفي، الذي تصفه من بين صفات أخرى بأنه «حب تعلقي»، والنوع الثاني وهو، العاطفة المُحِبَّة مثل الموجودة بين المرء ووالديه أو أطفاله. وأشارت إلى أن أحد النوعين قد يتطور إلى الآخر، فنجد أولئك الذين طوروا ولعهم العاطفي بشخص إلى النوع الثاني–العاطفة المحبة- مع نفس الشخص يقولون: «لقد كنا واقعين في الحب بجنون في بداية زواجنا، ونشعر الآن بالحب الهادئ تجاه بعضنا». يشبه الفرق بين العاطفتين، الفرق الذي تحدث عنه علماء الأخلاق بين المشاعر التي يختبرها الإنسان أثناء «وظيفة تكوين الرابط مع الشريك» و«وظيفة الإبقاء على الشريك» في النشاط الجنسي. ويشبه أيضًا الفرق بين «التعلق» في نظرية التعلق، و«التوق إلى أن يتلقى من يشعر بالولع العاطفي المشاعر المماثلة من الشخص المولَع به» في مفهوم تينوف للولع العاطفي، وكلا الأمرين مرتبط بالجنسانية.
يصف (هايز) الولع العاطفي بأنه «نوع من الشغف والافتتان الشامل» وهو غير متبادل عادة، ربطتها تينوف بنوع الحب الذي شعر به دانتي تجاه بياتريس التي التقاها مرّتين في حياته لكنها ألهمته كتابة لا فيتا نوفا والكوميديا الإلهية. إن هذا التوق الشديد وغير المُشبَع لشخص آخر هو ما يعرّف الولع العاطفي، حيث يصبح المرء «مهووسًا إلى حد ما بهذا الشخص ويقضي الكثير من وقته في تخيله». قد يستمر ذلك الولع العاطفي فقط إذا تركت الرغبة غير مشبعة، لذلك ينصح في بعض الأحيان بالتعزيز المتقطع لدعم تلك المشاعر الكامنة. يلاحظ هايز أن «كون الشخص محل الولع والتعلق صعب المنال يجعل الشعور قويًا للغاية»، لكن في نفس الوقت، من غير المحتمل أن يبقى المرء في حالة الولع العاطفي إذا ظل الشخص محل الافتتان صعب المنال لعدة أشهر أو سنوات.
يتميز الولع بالتفكير التدخلي والحساسية الواضحة للأحداث الخارجية التي تعكس تصرف المولع به تجاه الشخص الذي يشعر بالولع. فيختبر الشخص مشاعر الحبور البالغ أو اليأس الشديد، ويعتمد ذلك على ما إذا كانت مشاعر الولع متبادلة أم لا. يعيش الشخص في تلك الحالة الشغف والحب اللامنطقيين اللذين قد يصلا به إلى مرحلة السلوك الإدماني. عادة، يُلهم من يمر بتلك الحالة شغفًا وإعجابًا بالغين تجاه المولَع به. قد يجد أولئك الذين لم يختبروا الولع العاطفي من قبل صعوبةً في فهمه، لهذا عادة ما يتجاهله الآخرون باعتباره غير مستحق للاهتمام ويعتبرونه مجرد خيالات رومانسية سخيفة.
يفرق تينوف بين الولع العاطفي والعواطف الأخرى فيؤكد على أن الحب ينطوي على الاهتمام برفاهية الشخص الآخر وشعوره. بينما لا يتطلب الولع العاطفي ذلك، ومن المؤكد أنه قد يتم الخلط بين الحالتين. يعبر المرء عن كل من العاطفة والمودة كمشاعر موجهة لشخص آخر بصرف النظر عما إذا كانت متبادلة أم لا، في حين أن الشخص في حالة الولع العاطفي يرغب بشدة في أن يتلقى المشاعر المماثلة من الشخص المولَع به، وفي نفس الوقت تظل مشاعره متقدة سواء قوبل بنفس المشاعر أم لا. الاتصال الجسدي بالشخص المولَع به ليس ضروريًا وليس كافيًا للفرد الذي يمر بالولع العاطفي، على عكس الشخص الذي يشعر بالانجذاب الجنسي. في الحالات التي تؤثر فيها أنماط التعلق المبكرة وغير الصحية أو الصدمة النفسية على الولع العاطفي، فإن المولَع به عادة ما يكون تمثيلاً للشخص الذي كان طرفًا في العلاقة التعلقية غير الصحية السابقة، أو مسبب الصدمة النفسية السابق. يعزز عدم تلقي مشاعر مماثلة من المولع به الدروس المتلقاة من الخبرات غير الصحية السابقة وبالتالي يعزز من حالة الولع العاطفي.

## مكونات
ينطوي الولع العاطفي على تفكير تداخلي حول الشخص المولَع به. تشمل الخصائص الأخرى الشوق الحاد لأن يبادله الشخص المولع به نفس المشاعر، والخوف الشديد من الرفض، والخجل المزعج في وجود الشخص المولَع به. في حالات الولع غير المتبادل، يمكن الحصول على راحة عابرة من خلال تخيل أن المولع به يبادله المشاعر. يقترح تينوف أن مشاعر الولع العاطفي تتكاثف عند اختبار الشدائد أو العقبات أو المسافة. تسمى تلك الظاهرة «التكثيف من خلال الشدائد». قد يكون لدى الشخص المولع عاطفيًا حساسية شديدة تجاه أي فعل أو فكر أو حالة تصدر من الشخص المولع به ويمكن تفسيرها إيجابيًا. لذلك فهو يميل إلى ابتكار تفسيرات «معقولة» أو اختلاقها لتصرفات الشخص المولع به العادية التي يراها كعلامة على انجذابه الخفي له.